# Deborah Tannen

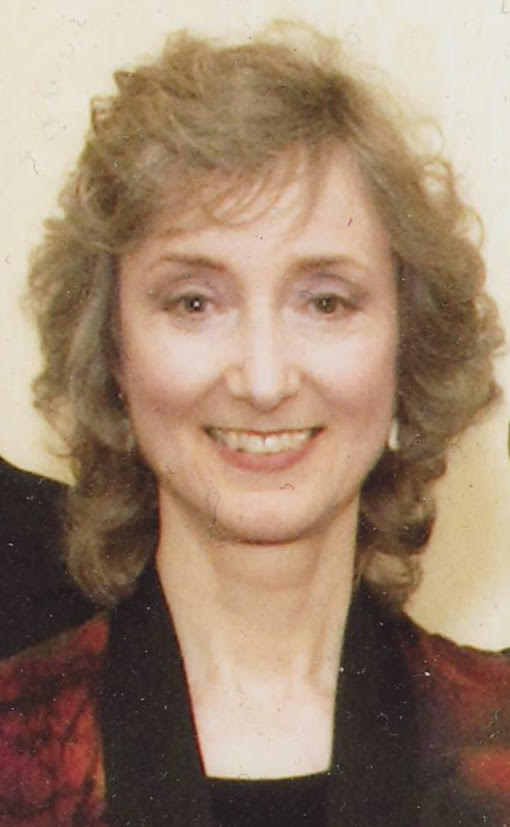
Deborah Tannen (2013)

Deborah Frances Tannen (* 7. Juni 1945 in Brooklyn, New York City) ist eine international bekannte amerikanische Soziolinguistin und Bestseller-Autorin. Sie ist Professorin für Linguistik an der Georgetown University.
Tannen schloss 1962 ihr High School Diploma an der Hunter College High School in New York ab. Danach studierte sie am Harpur College (heute Binghamton University) englische Literatur. Auf den Bachelor-Abschluss im Jahr 1966 am Harpur College folgte vier Jahre später der Master an der Wayne State University. Im Anschluss studierte Tannen Linguistik an der University of California in Berkeley. Drei Jahre nach dem Master wurde sie 1979 in Berkeley im Fach Linguistik promoviert. 
Tannen beschäftigt sich vor allem mit dem Umgang mit der Sprache in alltäglichen Kommunikationssituationen. Das bekannteste Buch der Linguistin ist die populärwissenschaftliche Studie You Just Don’t Understand. Women and Men in Conversation (deutsch: Du kannst mich einfach nicht verstehen. Warum Männer und Frauen aneinander vorbeireden), die vier Jahre auf der Bestseller-Liste der New York Times stand und mittlerweile in 30 Sprachen vorliegt. Die Studie begründete Tannens internationale Reputation und bescherte der Professorin zahlreiche Auftritte als Interviewpartnerin in Fernseh- und Radiosendungen. Neben linguistischen Untersuchungen veröffentlichte Tannen auch Gedichte, Kurzgeschichten und Theaterstücke.
Bis zum Jahr 2006 zählt die Publikationsliste Tannens 20 Monographien und über 100 Artikel. Für ihr wissenschaftliches Werk erhielt die Linguistin und Literaturwissenschaftlerin fünf Ehrendoktortitel. Sie ist außerdem Mitglied des Direktoriums der PEN/Faulkner Foundation.
2021 wurde Tannen in die American Academy of Arts and Sciences gewählt.

## Schriften
- Und so willst du rumlaufen?. Mosaik bei Goldmann, 2006.
- Ich mein’s doch nur gut. Wie Menschen in Familien aneinander vorbeireden. Ullstein Hc, 2002.
- Laß uns richtig streiten. Vom kreativen Umgang mit nützlichen Widersprüchen. Goldmann, 2001.
- Job-Talk. Wie Frauen und Männer am Arbeitsplatz miteinander reden. Ernst Kabel Verlag, Hamburg 1995.
- Das hab’ ich nicht gesagt! Kommunikationsprobleme im Alltag. Ernst Kabel Verlag, Hamburg 1992.
- Du kannst mich einfach nicht verstehen. Warum Männer und Frauen aneinander vorbeireden. Ernst Kabel Verlag, Hamburg 1991. (Platz 1 der Spiegel-Bestsellerliste im Jahr 1991)